# Església de l'Assumpció de la Beata Verge Maria
L'església de l'Assumpció de la Beata Verge Maria, sub invocatione Assumptionis Beatae Mariae Virginis, és una església del poble de Caselle Landi, a la província de Lodi (Itàlia), que va ser construïda durant el segle xviii. L'estructura ha sofert diverses restauracions i retocs, inclòs la posterior a la riuada del Po de l'any 1951 que va devastar tot el territori del Baix Lodigiano.

## Arquitectura

### Exterior
L'edifici és de planta rectangular amb absis semicircular, d'una sola nau. El campanar, fins a l'any 1891, va estar darrere de l'absis. L'actual està separat de l'església per la capella de la Mare de Déu de Lorda. La façana, al llarg de les dècades, ha sofert diverses restauracions. L'actual, dels anys 90, ara s'està enfonsant i requeriria més treballs de conservació.

### Interior
L'interior és d'una sola nau. A l'entrada, a l'esquerra, hi ha la pila baptismal amb una fornícula dedicada a la Nativitat de Maria. A la dreta hi ha un fresc de santa Francesca Xavier Cabrini (obra de Luigi Arzuffi) que marxa cap a les missions a Amèrica. Més enllà es troba la capella de la Mare de Déu del Roser, i a l'esquerra la de Sant Antoni de Pàdua.
Les segones capelles estan dedicades al Sagrat Cor i a la Mare de Déu dels Dolors. Les darreres capelles estan dedicades a Sant Josep i Sant Sabí, patró del poble. A les diverses capelles, hi ha reproduccions més petites d'altres sants.
El presbiteri es va modernitzar als anys 70 amb la col·locació de l'altar cap al públic i la portada de l'altar major cap a l'absis. Aquesta última i la nau central van ser restaurades entre la primavera de 2016 i l'estiu de 2019 pel capellà de l'època. La nau central presenta frescos (obres de Paolo Zambelli) que representen els evangelistes, altres sants, la Dormició de Maria i Sant Sabí que, des de dalt, protegeix Caselle Landi.

## Galeria fotogràfica

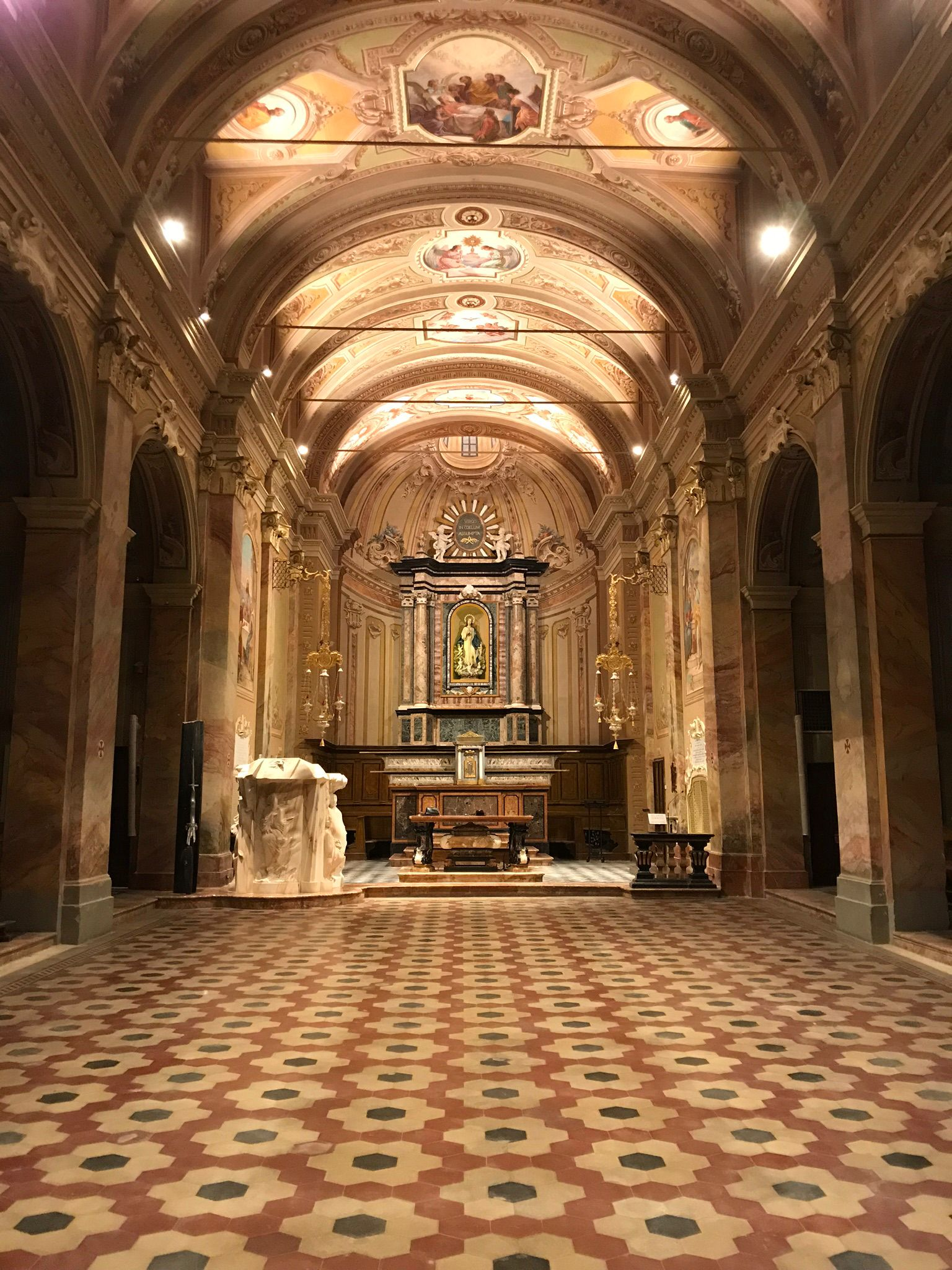
Interior de l'església
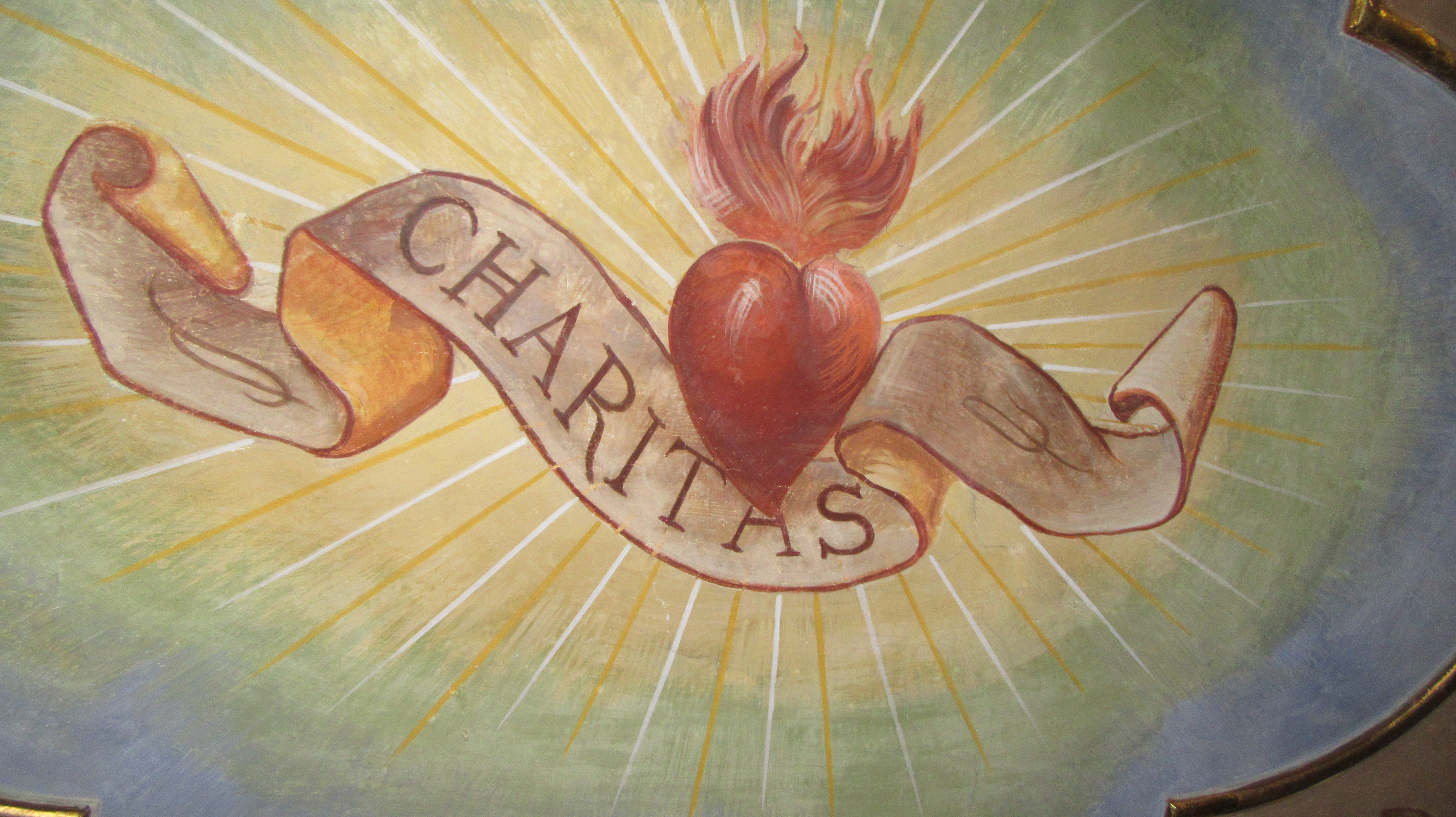
Fresc del Sagrat Cor, a l'absis
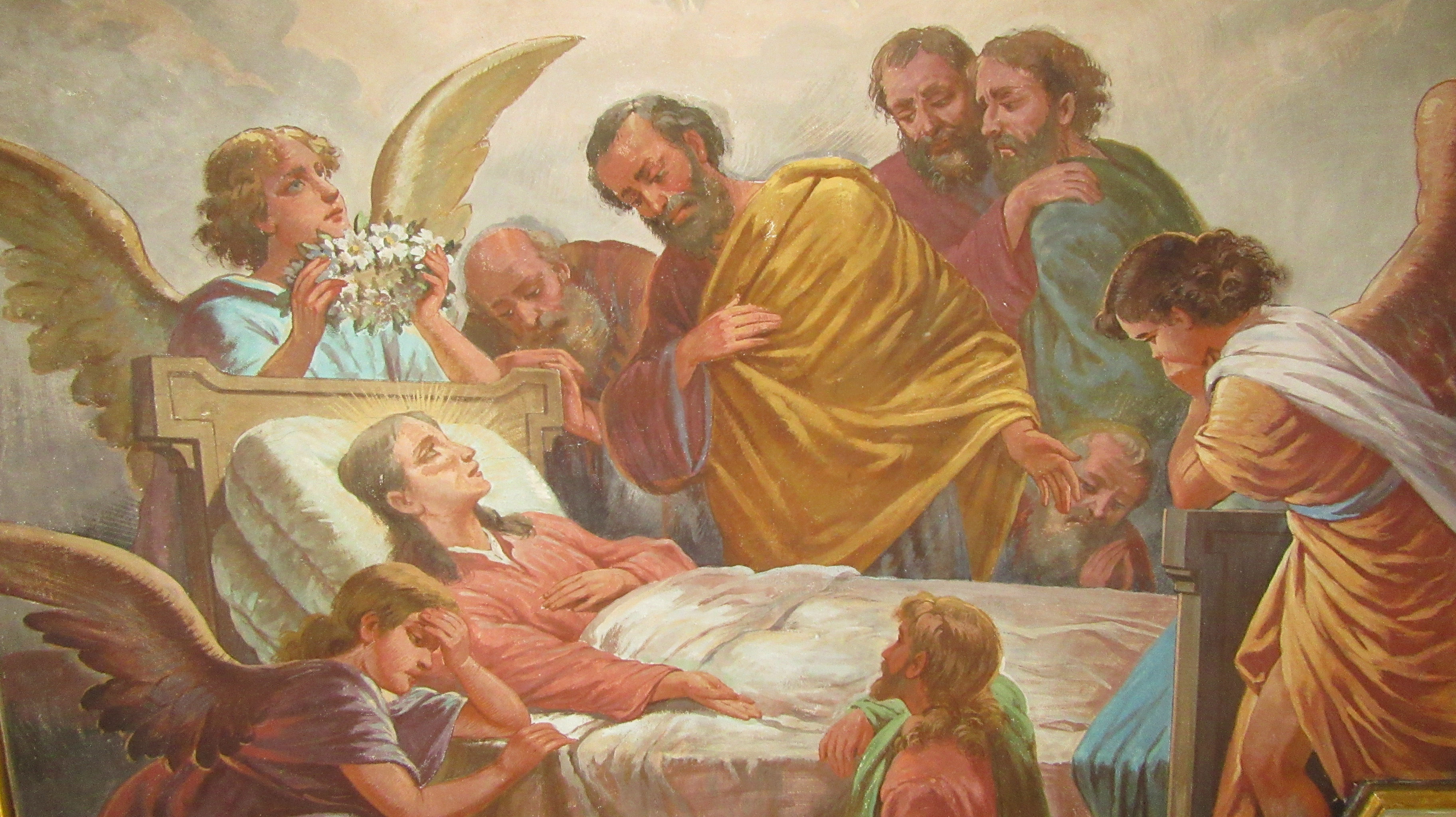
Fresc de la Dormició, a la nau central
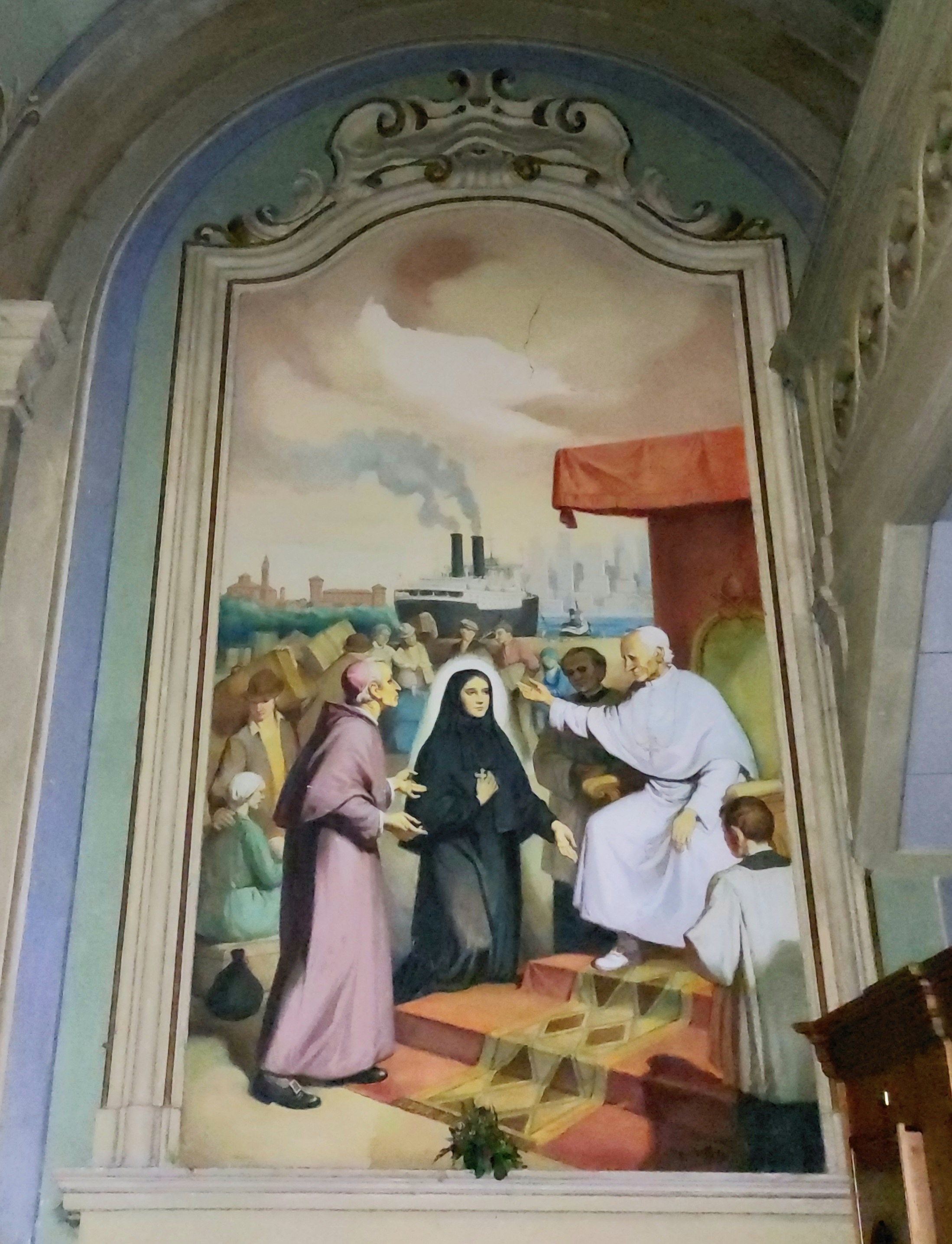
Fresc de santa Cabrini
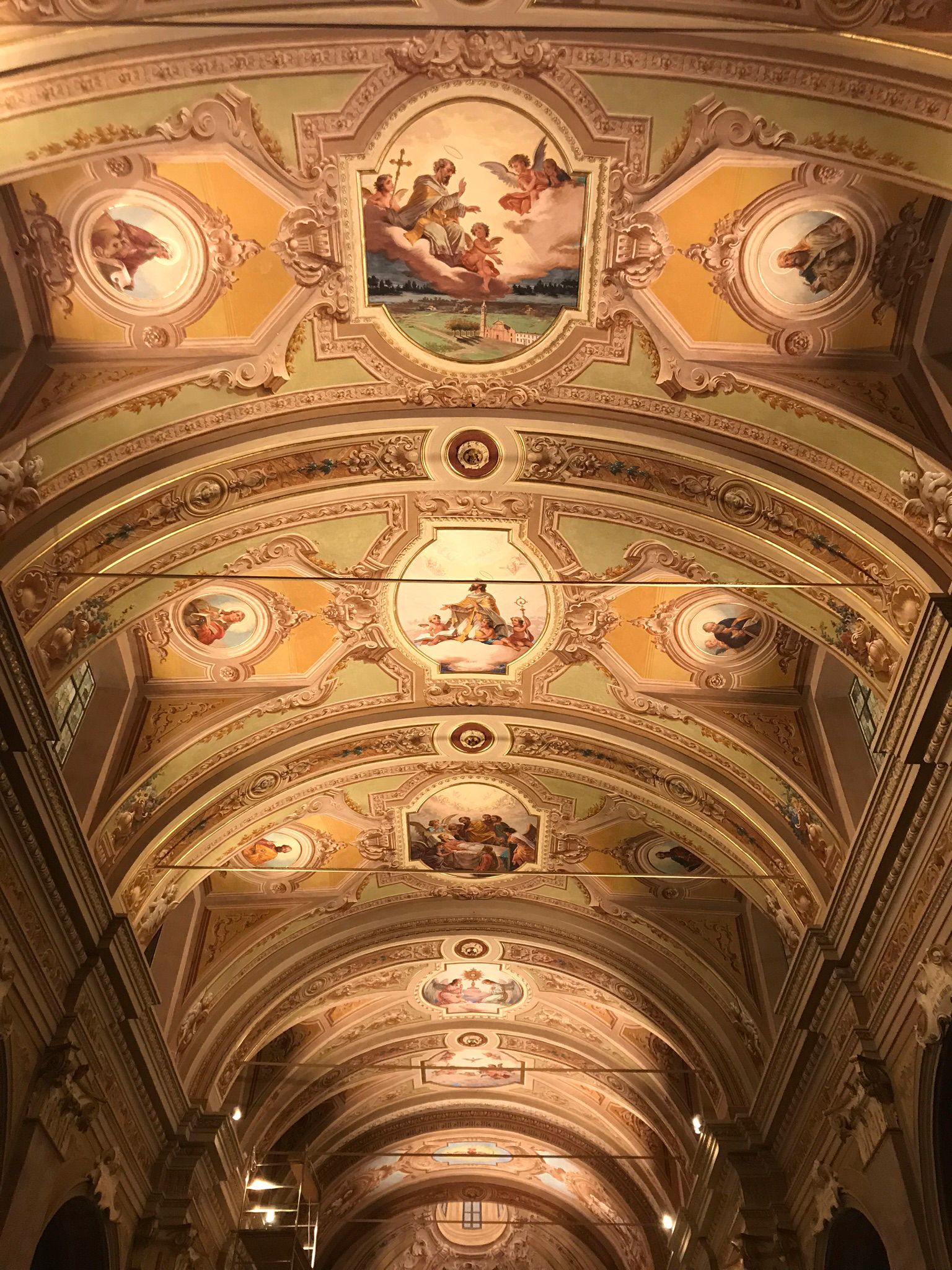
La nau, després de la darrera restauració, l'estiu de 2019
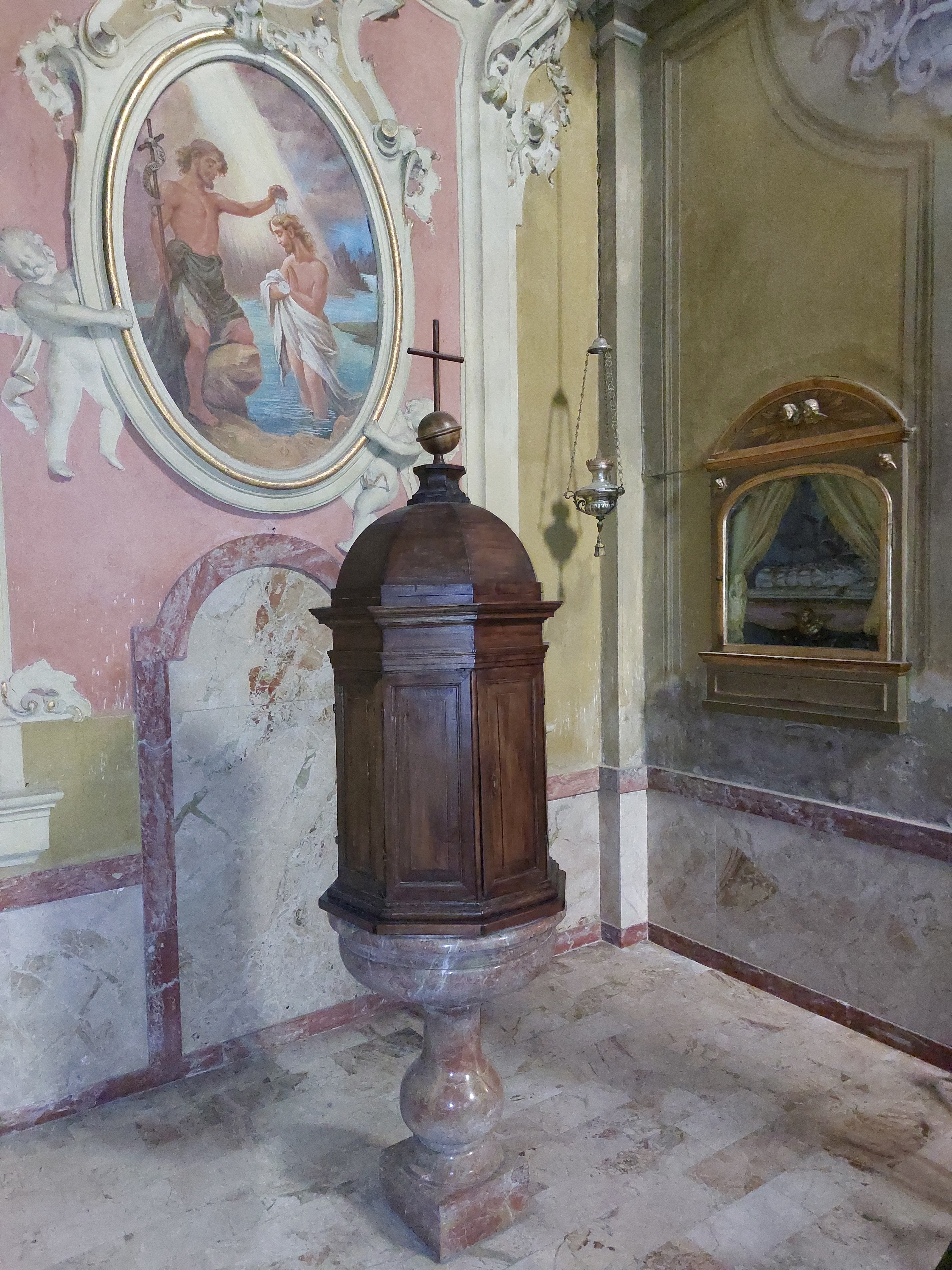
La pila baptismal amb la fornícula dedicada a la Nativitat de Maria